# 므스치슬라우

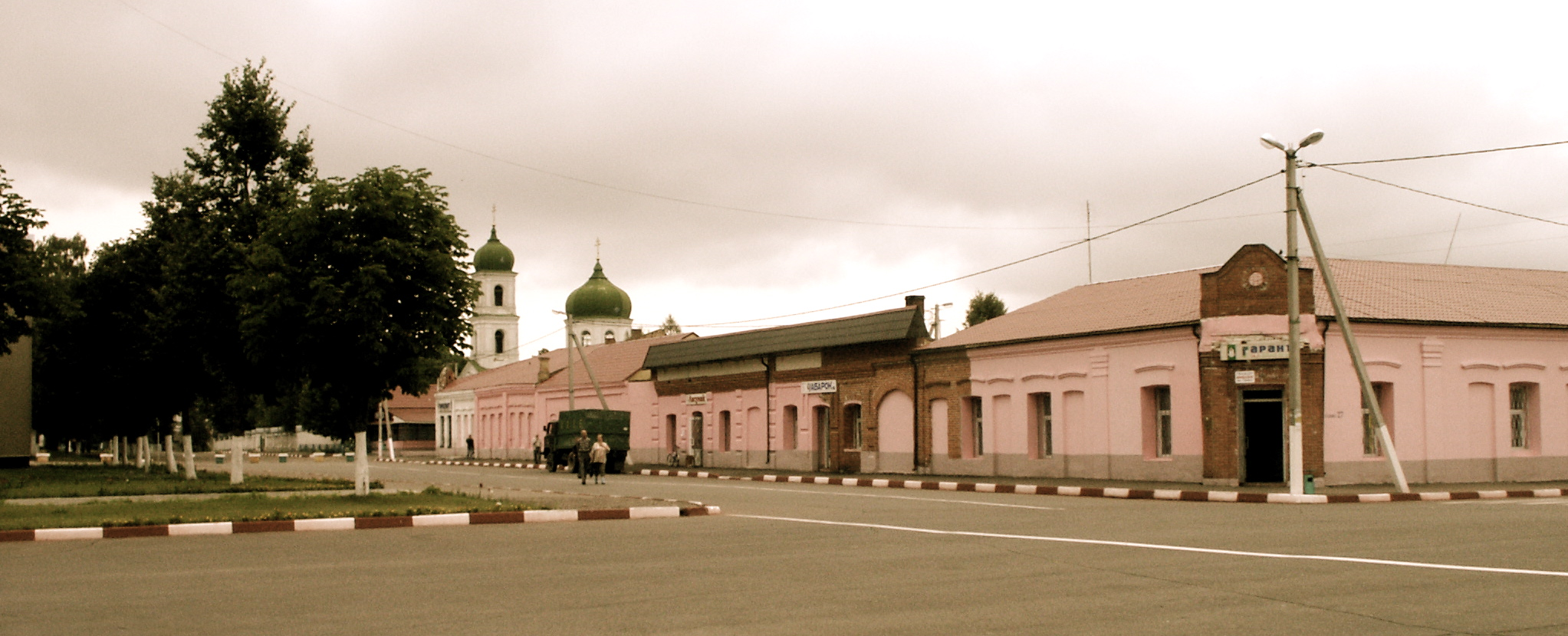

므스치슬라우(벨라루스어: Мсціслаў) 또는 므스티슬라블(러시아어: Мстиславль)은 벨라루스 마힐료우주에 있는 도시로, 므스치슬라우군의 행정 중심지이다. 2024년 기준 인구는 10,019명이다.